# Elm Grove (Wisconsin)
Elm Grove es una villa ubicada en el condado de Waukesha en el estado estadounidense de Wisconsin. En el Censo de 2010 tenía una población de 5.934 habitantes y una densidad poblacional de 697,88 personas por km².

## Geografía
Elm Grove se encuentra ubicada en las coordenadas 43°2′51″N 88°5′13″O / 43.04750, -88.08694. Según la Oficina del Censo de los Estados Unidos, Elm Grove tiene una superficie total de 8.5 km², de la cual 8.46 km² corresponden a tierra firme y (0.55%) 0.05 km² es agua.

## Demografía
Según el censo de 2010, había 5.934 personas residiendo en Elm Grove. La densidad de población era de 697,88 hab./km². De los 5.934 habitantes, Elm Grove estaba compuesto por el 95.38% blancos, el 0.67% eran afroamericanos, el 0.12% eran amerindios, el 2.46% eran asiáticos, el 0.07% eran isleños del Pacífico, el 0.3% eran de otras razas y el 0.99% pertenecían a dos o más razas. Del total de la población el 1.99% eran hispanos o latinos de cualquier raza.